# Chionaema malayensis
Chionaema malayensis là một loài bướm đêm thuộc phân họ Arctiinae, họ Erebidae.